# Örebro SK
Der Örebro SK (Örebro Sportklubben) ist ein schwedischer Sportverein aus Örebro. Gründungsdatum ist der 28. Oktober 1908. Unter dem „Dach“ des Örebro SK gibt es mehrere eigenständige Vereine, welche jeweils eine Sportart vertreten. Diese Vereine tragen alle den Titel Örebro SK mit einer entsprechenden Ergänzung.

## Sektionen
- Bandy – Örebro SK Bandy
- Bowling – Örebro SK Bowling
- Fußball – Örebro SK FK (fotbollklubb)
- Handball – Örebro SK Handboll
- Unihockey – Örebro SK Innebandy
- Tennis – Örebro SK Tennis
- Nachwuchsarbeit/Jugend – Örebro SK Ungdom

Von diesen Untervereinen sind vor allem die für Bandy und Fußball von Bedeutung. Des Weiteren spielen die meisten Mannschaften in den Vereinsfarben schwarz-weiß, bis auf die Bandymannschaften die gelb tragen.

## Fußball – Örebro SK Fotbolklubb
Die Fußballabteilung besteht seit der Gründung von Örebro SK im Jahr 1908 und nennt sich Örebro SK Fotboll (FK). Man spielte in der Anfangszeit in der Stadtklasse (Örebroserien). 1920 wurde der erste hauptamtliche Trainer Hjalmar Bergman eingestellt und man konnte das erste Mal an der schwedischen Meisterschaft teilnehmen. Diese wurde damals als Turnier im K.-o.-Verfahren ausgetragen (wegen der großen Entfernungen in Schweden). Örebro SK schied damals in der dritten Runde gegen den IFK Uddevalla aus.
1923 wurde das Stadion Eyravallen eingeweiht. Im Jahr drauf qualifizierte man sich für die Division 1. 1926 kam es zu einer Umstrukturierung des Ligabetriebes in dessen Folge der Verein wegen seiner relativ schlechten Saisonleistung bis in die Division 3 (3. Liga) abstieg.
1933 stieg man in die zweite Liga auf, allerdings schon 1936 wieder ab. Zur Saison 1941 war Örebro SK zurück in Division 2 Östra und unter dem deutschen Trainer Werner Löwenthal konnte man sich 1946 das erste Mal für die Allsvenskan qualifizieren. Der ÖSK stieg aber schon nach einer Saison 1947 wieder ab. Nachdem man 1949 wieder in der Allsvenskan spielte und ebenfalls gleich wieder abgestiegen war, konnte sich der Verein 1952 das erste Mal in der Allsvenskan halten (8. Platz), allerdings nur für eine weitere Saison.
Nach einigen Jahren in der zweiten Liga, stieg Örebro SK unter dem Trainer Ovar Bergmark (der selber noch Spieler war) 1960 in die erste Liga, die Allsvenskan, auf (Qualifikation gegen IFK Kristianstad und IFK Luleå). Die erste Allsvenskasaision (1961) nach dem Aufstieg schloss man mit dem 4. Platz ab und man stellte im Heimspiel gegen Degerfors IF mit 20.066 Zuschauern den bis heute gültigen Zuschauerrekord auf. In den folgenden Jahren etablierte sich Örebro SK in der Allsvenskan und der Verein war Arbeitgeber einiger schwedischer Nationalspieler (z. B. Thomas Nordahl, Sven-Gunnar Larsson, Leif Eriksson). Nach 18 Jahren allerdings stieg man 1978 ab. Es folgten Jahre der sportlichen Konsolidierung, da zahlreiche routinierte Spieler Anfang der 1980er Jahre ihre Karriere beendeten.
Erst 1988 gelang unter Rolf Zetterlund der erneute Aufstieg in die Allsvenskan. In den 1990er Jahren konnte sich der Verein in den Kreis der Meisterschaftsanwärter spielen, so verpasste Örebro SK die Meisterschaft in den Jahren 1991 (3. Platz), 1994 (2. Platz), 1997 (4. Platz) nur knapp und die Meisterschaft blieb dem Verein weiterhin versagt. Dafür führten die guten Platzierungen zu einigen UEFA-Cup-Teilnahmen in den Jahren 1991 (gegen Ajax Amsterdam ausgeschieden), 1992 (gegen KV Mechelen ausgeschieden) und 1997 (gegen Rotor Wolgograd ausgeschieden). Anfang des neuen Jahrtausends wurden die Platzierungen schlechter und Örebro SK stieg nach der Saison 2004 in die Superettan ab.
In der Zweitliga-Saison 2006 konnte Örebro SK am letzten Spieltag noch den zweiten Tabellenplatz erobern. Damit qualifizierte sich Örebro SK direkt für die Allsvenskan 2007. Die folgenden Jahre waren sportlich zunehmend erfolgreich; 2010 erreichte ÖSK mit dem dritten Platz die 2. Qualifikationsrunde zur UEFA Europa League 2011/12. Zwei Jahre später erfolgte der Abstieg, gefolgt vom direkten Wiederaufstieg. Von 2014 bis zum Abstieg 2021 spielte Örebro in der höchsten Liga und belegte in der Regel Plätze im Mittelfeld.

### Europapokalbilanz
| Saison  | Wettbewerb         | Runde                  | Gegner           | Gesamt    | Hin     | Rück       |
| ------- | ------------------ | ---------------------- | ---------------- | --------- | ------- | ---------- |
| 1991/92 | UEFA-Pokal         | 1. Runde               | Ajax Amsterdam   | 0:4       | 0:3 (A) | 0:1 (H)    |
| 1992/93 | UEFA-Pokal         | 1. Runde               | KV Mechelen      | 1:2       | 1:2 (A) | 0:0 (H)    |
| 1995/96 | UEFA-Pokal         | Qualifikation          | FC Avenir Beggen | 0:3       | 0:0 (H) | 0:3 (A)(1) |
| 1997/98 | UEFA-Pokal         | 2. Qualifikationsrunde | FK Jablonec      | (a)1:1(a) | 1:1 (A) | 0:0 (H)    |
| 1997/98 | UEFA-Pokal         | 1. Runde               | Rotor Wolgograd  | 1:6       | 0:2 (A) | 1:4 (H)    |
| 2011/12 | UEFA Europa League | 2. Qualifikationsrunde | FK Sarajevo      | 0:2       | 0:0 (H) | 0:2 (A)    |

Gesamtbilanz: 12 Spiele, 5 Unentschieden, 7 Niederlagen, 3:18 Tore (Tordifferenz −15)
1 Das Rückspiel endete 1:1. Die Partie wurde mit 0:3 für Avenir Beggen gewertet, da Örebro einen Ausländer zu viel einsetzte.

### Trainer
| - Kálmán Konrád (1939–42) - Harry Magnusson (1942–44) - Erik Östling (1944–45) - Werner Löwenthal (1945–47) - Harry Magnusson (1947–48) - Gösta Dunker (1948–49) - Gösta Dunker und Sten Dahl (1949–50) - Per Kaufeldt (1950–51) - Widorf Pettersson (1951–52) - Bertil Nordahl (1952–1953) - Frank Soo (1953–54) | - Gösta Lindh (1954–55) - Widorf Pettersson (1955–56) - Harry Magnusson (1956–57) - Åke Engvall und Billy Burnikell (1957–58) - Orvar Bergmark und Billy Burnikell (1958–59) - Orvar Bergmark (1960–61) - Karl Neschy (1962) - Vilmos Várszegi (1963–64) - Gösta Lindh (1965–66) - Lennart Samuelsson (1967–71) - Orvar Bergmark (1971–73) | - Tord Grip (1974–75) - Benny Lennartsson (1975–77) - Benny Lennartsson und Orvar Bergmark (1978) - Tord Grip (1979–1980) - Kenneth Rosén (1980–82) - Roy Hodgson (1983–85) - Stuart Baxter (1985) - Arvi Taaler und Milan Stojanović (1986) - Rolf Zetterlund (1987–92) - Kent Karlsson und Sven Dahlkvist (1993) - Sven Dahlkvist (1994–99) | - Mats Jingblad (2000–02) - Stefan Lundin (2003–2004) - Patrick Walker (2005–06) - Patrick Walker und Urban Hammar (2007) - Sixten Boström (2008–2012) - Per-Ola Ljung (2012–2014) - Alexander Axén (2014–2017) - Axel Kjäll (2017–2021) - Vítor Gazimba (2021–) |

### Spieler
- Per Gawelin (1994–1995) Jugend, (1996–2004) Spieler,
- Valdet Rama (2011–2012)

## Bandy – Örebro SK Bandy
Die Bandyabteilung von Örebro SK nennt sich Örebro SK Bandy oder kurz ÖSK Bandy. Die A-Bandymannschaft war Gründungsmitglied der Bandyallsvenskan der höchsten Spielklasse. Der Verein hielt diese Klasse über 61 Spielzeiten in Folge, wobei man 10 Endspiele erreichte und 5-mal schwedischer Meister wurde: 1955, 1957, 1958, 1965 und 1967. Nach dem Abstieg am Anfang der 1990er Jahre konnte man sich in der Saison 2005/2006 wieder für die Bandyallsvenskan qualifizieren, stieg jedoch 2009 erneut ab.
Örebro SK Bandy trägt seine Heimspiele im Vinterstadion aus.

## Innebandy – Örebro SK Innebandy
Örebro SK Innebandy schloss sich 2006 mit dem Axbergs IF zusammen um die Juniorenförderung langfristig sicherzustellen. Am 20. Mai 2011 wurde schlussendlich aus den beiden Vereinen der IBF Örebro gegründet.